# Åke Gartz

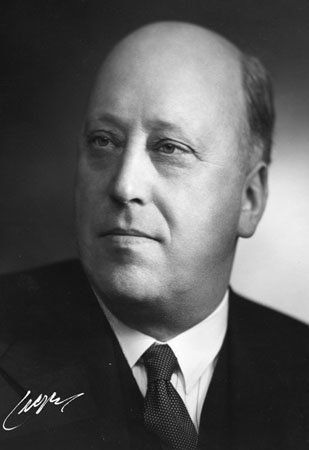
Åke Gartz (1962)

Åke Henrik Gartz (* 9. Juni 1888 in Helsingfors; † 29. November 1974 in Karis) war ein parteiloser finnischer Politiker und Diplomat.

## Leben
Åke Henrik Gartz absolvierte nach dem Schulbesuch zunächst ein Studium der Philosophie, das er 1909 als Filosofian kandidaatti abschloss. Ein darauf folgendes Studium der Rechtswissenschaften und beendete dieses 1914. Im Anschluss nahm er eine Tätigkeit als Rechtsanwalt auf und erhielt zudem 1917 den Titel eines Vize-Richters (Varatuomari). Er vertrat als Rechtsanwalt insbesondere Industrie- und Arbeitgeberverbände und wurde 1931 Direktor des Fasermaterialherstellers A. Ahlström Osakeyhtiö sowie Vorstandsvorsitzender des Verbandes für elektronischen Handel STK (Sähköteknisen Kaupan Liitto). 1940 wurde ihm der Ehrentitel bergsråd (wörtlich „Bergrat“) verliehen. In der Endphase des Fortsetzungskrieges (25. Juni 1941 bis 19. September 1944) gehörte er zu den Industriellen, die sich für Friedensverhandlungen mit der Sowjetunion einsetzten. Am 19. September 1944 kam es zum Waffenstillstand von Moskau.
Am 17. November 1944 übernahm Gartz im Kabinett Paasikivi II das Amt als Minister für Handel und Industrie (Kauppa- ja teollisuusministeri) und bekleidete dieses Ministeramt vom 17. April 1945 bis zum 26. März 1946 auch im Kabinett Paasikivi III. Im Kabinett Paasikivi III fungierte er zwischen dem 27. April 1945 und dem 26. März 1946 zudem als Minister im Außenministerium (Ministeri ulkoministeriössä). Im Kabinett Kekkonen I wurde er am 17. März 1950 Außenminister (Ulkoasiainministeri) und übte dieses Amt vom 17. Januar bis zum 20. September 1951 auch im Kabinett Kekkonen II aus.
Nach seinem Ausscheiden aus der Regierung löste Gartz 1951 Reinhold Svento als Botschafter in der Schweiz ab und verblieb auf diesem Posten bis zu seiner Ablösung durch Helge von Knorring 1953. Im Anschluss trat er wiederum 1953 die Nachfolge von Carl-Johan Sundström als Botschafter in der Sowjetunion an und bekleidete dieses Amt bis 1955, woraufhin Eero A. Wuori sein Nachfolger wurde. Zugleich war er in Personalunion zwischen 1953 und 1955 als Botschafter in Rumänien akkreditiert.